# Te Deum (Furtwängler)
Das Te Deum für Soli, Chor und Orchester vom deutschen Komponisten Wilhelm Furtwängler entstand in den Jahren vor 1910, die Uraufführung fand 1910 in Breslau statt. Es ist das abschließende Werk der frühen Schaffensperiode dieses Komponisten, bevor er sich verstärkt dem Dirigieren zuwandte und bis 1935 keine weitere Komposition vollendete.
Das etwa halbstündige Stück ist in einem großen Satz durchkomponiert. Als signifikantes Vorbild kann das Te Deum Bruckners gelten, dessen wuchtigen und feierlichen Ausdruck Furtwängler anscheinend noch zu überbieten anstrebt. Der Komponist plante gegen Ende seines Lebens eine Überarbeitung, konnte jedoch nur noch Skizzen dazu ausführen. Auf Bitten seiner Witwe Elisabeth erstellte postum der einst von Furtwängler geförderte Kurt Hessenberg eine an den Entwürfen orientierte Neufassung, die 1967 unter Hans Chemin-Petit in Berlin uraufgeführt wurde.